# Taraseeschwalbe
Die Taraseeschwalbe (Sterna striata) ist eine Art aus der Familie der Seeschwalben. Sie kommt ausschließlich auf der Südhalbkugel vor und weist große Ähnlichkeit mit der Brandseeschwalbe der nördlichen Halbkugel auf.

## Erscheinungsbild

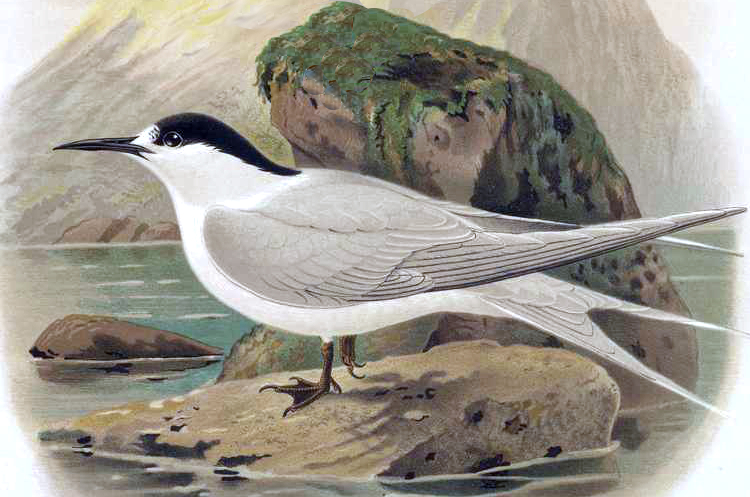
Taraseeschwalben, Illustration

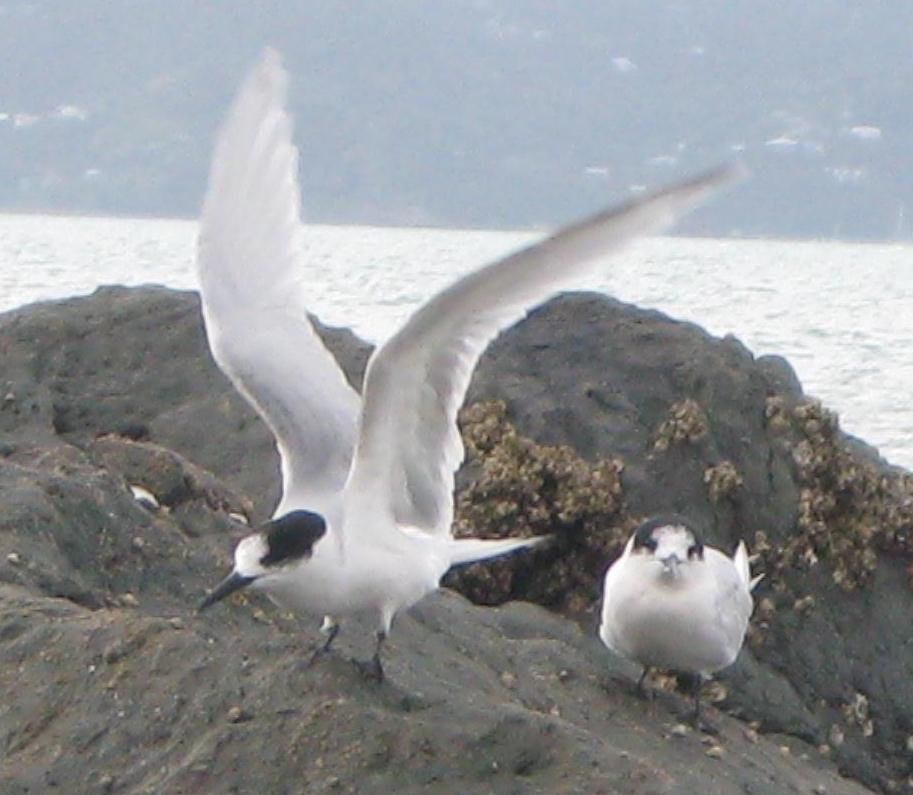
Taraseeschwalben im Schlichtkleid

Die Taraseeschwalbe erreicht eine Körpergröße von 35 bis 43 Zentimeter. Die Flügellänge beträgt 26 bis 28,8 Zentimeter und die Flügelspannweite 79 bis 82 Zentimeter. Sie wiegt zwischen 103 und 160 Gramm. Weibchen sind tendenziell etwas kleiner und leichter als die Männchen.
Die Taraseeschwalbe wirkt insgesamt sehr hell, das Körpergefieder ist weiß und blass grau. Der Schwanz ist tief gegabelt. Die Beine sind verhältnismäßig kurz. Die Flügel sind lang und im Verhältnis zur Körpergröße schmal. Adulte Taraseeschwalben haben im Prachtkleid einen dunklen Oberkopf. Diese dunkle Färbung dehnt sich bis weit in den hinteren Nacken aus. Auf der Stirn trennt ein schmaler weißer Streifen den Schnabel von der dunklen Kopfkappe, auch die Wangen sind weißlich. Die äußeren Handschwingen sind auffallend dunkler als die übrigen Schwingen. Die Körperunterseite ist vollständig weiß mit einem leichten rosafarbenen Schimmer. Im Schlichtkleid ist die weiße Stirn etwas ausgedehnter, die verlängerten Schwanzfedern fehlen bei nichtbrütenden adulten Taraseeschwalben.

## Verbreitung und Bestand

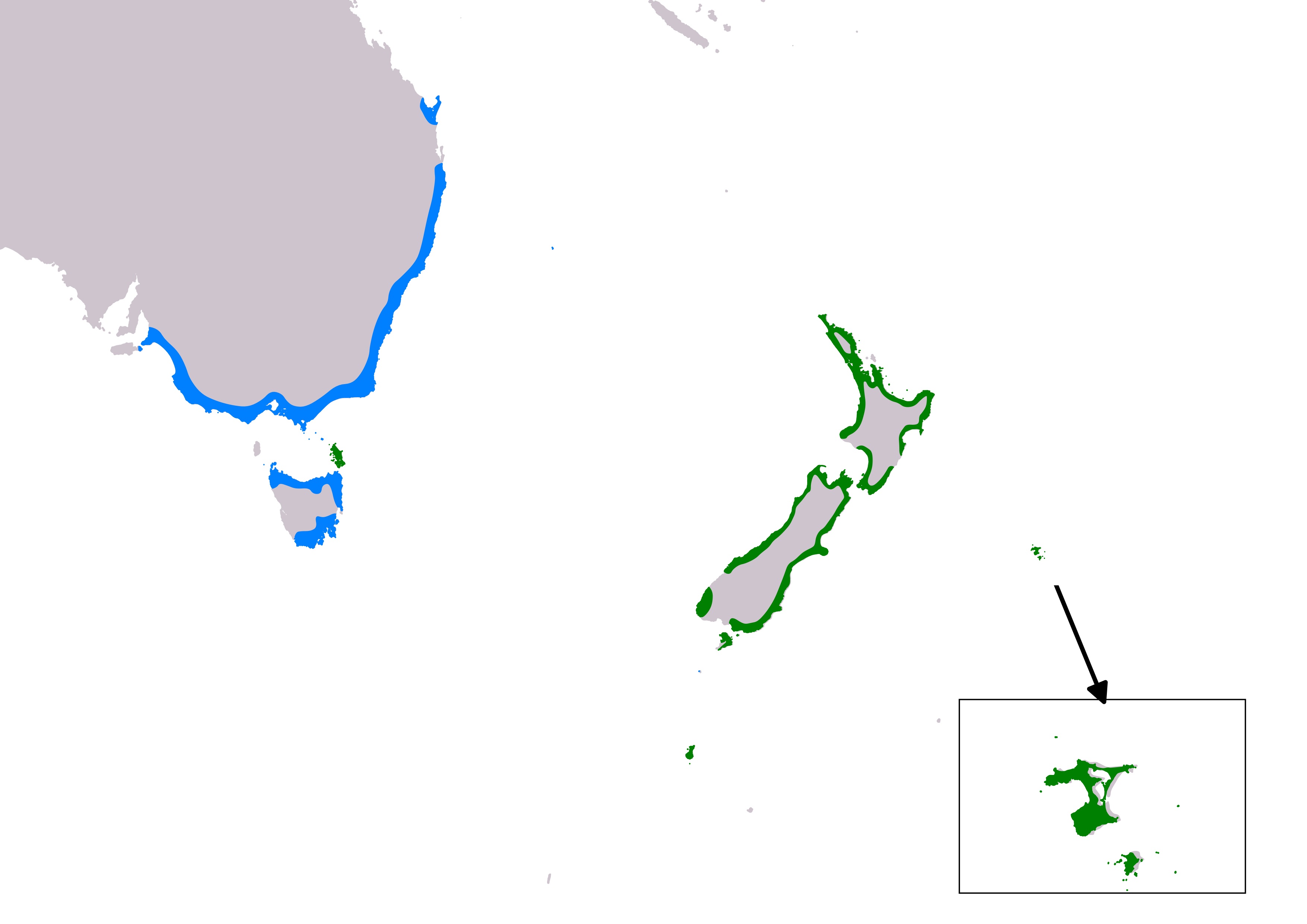
Verbreitungsgebiete der Taraseeschwalbe:
Ganzjähriges Vorkommen
Überwinterungsgebiete

Die Taraseeschwalbe brütet auf Tasmanien, den Inseln der Furneaux-Gruppe, der neuseeländischen Nordinsel, der neuseeländischen Südinsel sowie den Stewart-Inseln, den Chatham Islands und Auckland Islands. Sie hält sich gewöhnlich an felsigen Küsten auf.

## Lebensweise

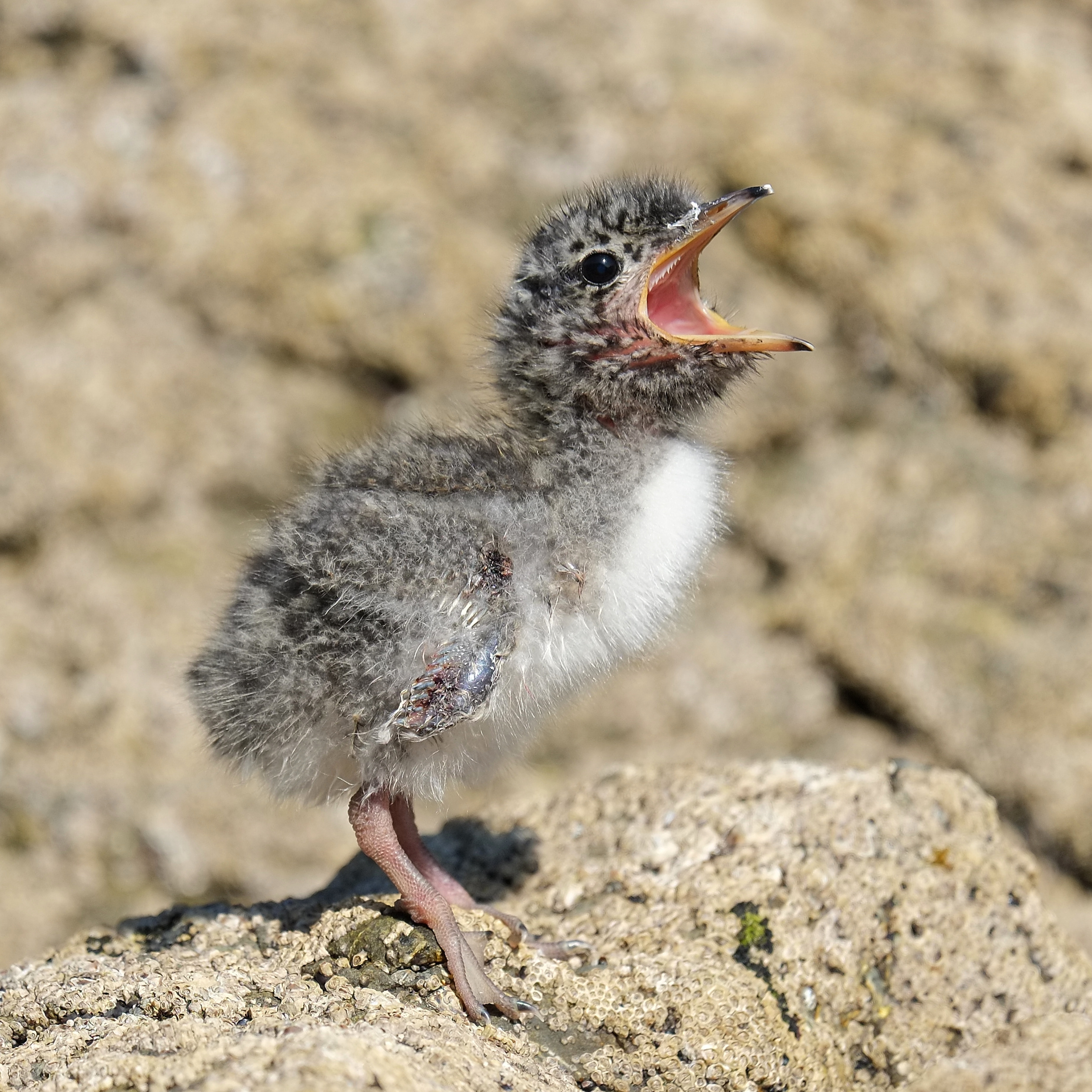
Küken

Die Taraseeschwalbe frisst Fische und in einem geringeren Maße auch Garnelen, die sie in der Brandungszone findet. Sie taucht gelegentlich bei ihrer Nahrungssuche auch aus einer Höhe von sieben bis zehn Meter ins Meer.
Taraseeschwalben sind Kolonienbrüter. Die Kolonien umfassen gewöhnlich hundert bis fünfhundert Brutpaare. Das Nest ist eine in den Sand gescharrte Mulde, die gelegentlich mit Gras ausgelegt wird. Das Gelege besteht aus einem bis zwei Eiern. Die geschlüpften Küken werden für einen Zeitraum von vier bis sechs Tagen gehudert. Die Küken bilden gelegentlich Kindergruppen, bis sie im Alter von 29 bis 35 Tagen flügge werden. Sie sind auf die Versorgung durch ihre Elternvögel allerdings für einen Zeitraum von drei bis sechs Monaten angewiesen.

## Innere Systematik
In der Literatur werden gelegentlich bis zu drei Unterarten für die Taraseeschwalbe unterschieden. Es wird jedoch gelegentlich die Validität dieser Aufteilung angezweifelt und die Taraseeschwalbe als eine monotypische Art behandelt. Als Unterarten werden genannt:
- S. s. incerta, die auf Inseln nordöstlich von Tasmanien brütet
- S. s. striata, die Nominatform, die auf Neuseeland vorkommt
- S. s. aucklandorna, die auf den Chatham Islands und Auckland Islands brütet

## Belege

### Einzelbelege
1. ↑   Shirihai, S. 230
2. ↑   Shirihai, S. 230
3. ↑   Shirihai, S. 231